# Liste des monuments historiques de l'Allier
Cet article recense les monuments historiques de l'Allier, en France.

## Statistiques
Au 21 juillet 2025, l'Allier compte 539 édifices comportant au moins une protection au titre des monuments historiques, dont 148 sont classés et 425 sont inscrits. Le total des monuments classés et inscrits est supérieur au nombre total de monuments protégés car plusieurs d'entre eux sont à la fois classés et inscrits.

## Listes
Pour des raisons de taille, le recensement des monuments historiques de l'Allier est scindé en quatre listes distinctes. 
- Liste des monuments historiques de l'Allier (hors Montluçon, Moulins et Vichy)

et trois listes pour les trois communes en comptant le plus :
- liste des monuments historiques de Moulins,
- liste des monuments historiques de Montluçon,
- liste des monuments historiques de Vichy.

Les monuments historiques de Cusset se trouve dans la liste générale mais aussi dans une liste distincte : liste des monuments historiques de Cusset.